# La Guerre sans haine
La Guerre sans haine (en allemand : Krieg ohne Hass) est un ouvrage recueillant les notes prises par le général allemand Erwin Rommel lors de ses différentes campagnes durant la Seconde Guerre mondiale. Elles ont été organisées et annotées principalement par le critique militaire anglais Lidell-Hart et pour une moindre mesure par Fritz Bayerlein. Le dernier chapitre, portant sur les derniers jours du général, est écrit par son fils Manfred Rommel.

## Éditions
La Guerre sans haine est l'édition des notes prises par Rommel pendant la Seconde Guerre mondiale, pratiquement au jour le jour. Les manuscrits ont été entreposés en divers endroits, cachés chez des amis du général. Certains ont été perdus.
La première édition des carnets de Rommel paraît en 1953. La première traduction française est effectuée en 1960.

## Contenu
La Guerre sans haine relate tout d'abord les faits d'armes de Rommel lors de la campagne de France en 1940, lorsqu'il se trouve à la tête de la 7e Panzerdivision. Rommel évoque dans ses carnets les prises d'Arras, de Cambrai et de Cherbourg. Ensuite, la plus grande partie de l'ouvrage énonce les actions de l'auteur lors de la guerre du Désert en 1941-1942, alors qu'il se trouve à la tête de l'Afrikakorps. La narration des actions de Rommel lorsqu'il se trouve inspecteur des fortifications à l'Ouest fait a priori partie des feuillets perdus de ses manuscrits.

## Pour aller plus loin